# Acontia redita
Acontia redita là một loài bướm đêm trong họ Noctuidae.